# 236 Honoria
236 Honoria este un asteroid din centura principală, descoperit pe 26 aprilie 1884, de Johann Palisa.